# Rizal (Laguna)
Pour les articles homonymes, voir Rizal.
Rizal est une municipalité de la province de Laguna, aux Philippines.